# Almafuerte (band)

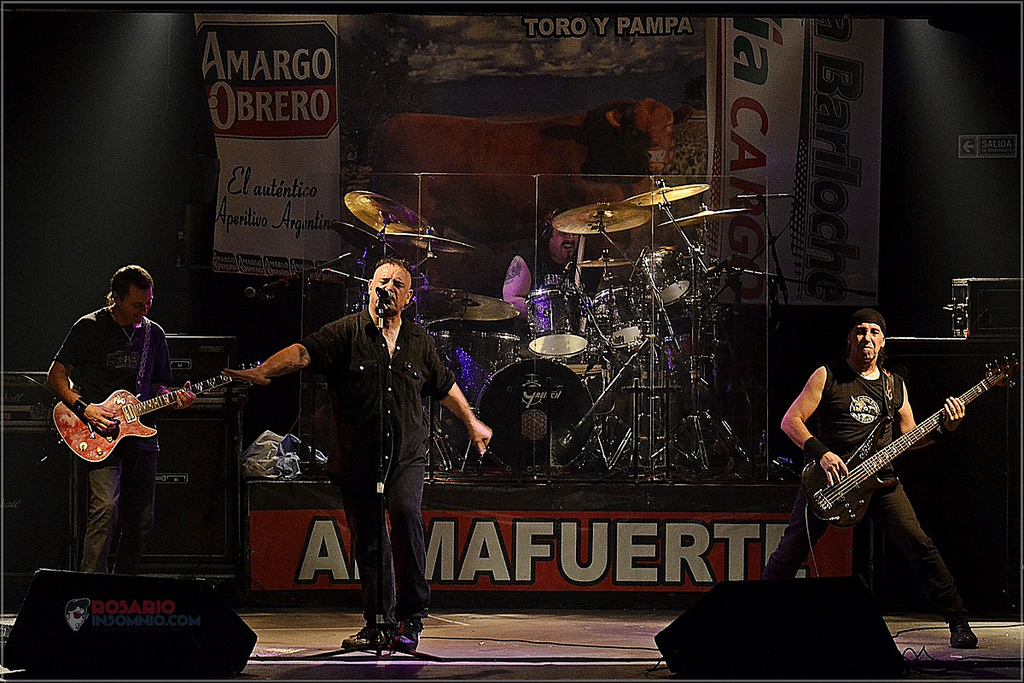
Almafuerte in 2012

Almafuerte is een Argentijnse heavymetalband.

## Artiesten
- Ricardo Iorio - bassist
- Claudio Marciello - gitarist
- Claudio Cardaci - drummer

## Vroegere leden
- Rodolfo Marquez - drummer
- Walter Martinez - drummer

## Discografie
- 1995 - Mundo Guanaco
- 1996 - Del Entorno
- 1997 - En Vida
- 1998 - Profeta En Su Tierra
- 1998 - Almafuerte
- 1999 - A Fondo Blanco
- 2001 - Piedra Libre
- 2001 - En Vivo, Obras 2001
- 2003 - Ultimando
- 2005 - 10 Años
- 2006 - Toro Y Pampa
- 2009 - En Vivo Obras
- 2012 - En vivo microestadio Malvinas
- 2012 - Trillando La Fina
- 2022 - En vivo en All Boys